# かざぐるま (村下孝蔵の曲)
「かざぐるま」は、村下孝蔵の楽曲。1986年4月21日にCBSソニーよりシングルが発売された。

## 解説
村下のデビュー7年目、体調を崩し1年間の休みをおいた後に発表された9枚目のシングルとして発売された。また、同年発売のアルバム『かざぐるま』のタイトル曲・6曲目として収録された。これまで男女関係の機微を情感を込めながらも、どこか冷静で客観的な視点を貫いてきた村下が、どうにもならないとわかっていても抑えられない恋心を描いた。

## 収録曲
- 全曲、作詞・作曲:村下孝蔵／編曲:水谷公生／コーラスアレンジ：町支寛二

1. かざぐるま
2. 幸せの時間